# 奧克格羅夫海茨 (密蘇里州)
奧克格羅夫海茨（英語：Oak Grove Heights）是位於美國密蘇里州格林縣的非建制地區。

## 地理
奧克格羅夫海茨所處的海拔為高於海平面429米（即1408英呎），而該地所採用的時區為UTC-6，即北美中部時區（CST）。同時該地設有夏令時間，為UTC-6調快一小時，即UTC-5（CDT）。